# Titania (Mond)
Titania (auch Uranus III) ist ein Mond des Planeten Uranus und der viertinnerste der fünf großen Uranusmonde. Mit einem Durchmesser von 1578 Kilometern ist Titania der größte Mond des Uranus und nach Neptuns größtem Mond Triton der achtgrößte Mond im Sonnensystem.

## Entdeckung und Benennung
Titania wurde am 11. Januar 1787 zusammen mit Oberon als erste und zweite Uranusmonde vom Kurhannoverianischen Astronomen Wilhelm Herschel mit seinem selbstgebauten Spiegelteleskop in Slough (Großbritannien) entdeckt. Herschel hatte rund sechs Jahre zuvor den Uranus entdeckt. Er gab die Entdeckung der beiden Monde nach der Sicherstellung der Bahnparameter am 9. Februar 1787 bekannt und beobachtete das System von 1790 bis 1796 weiter. Herschel gab später die Entdeckung weiterer vier Uranusmonde an, die sich später jedoch als nicht existent erwiesen. Fast 50 Jahre lang nach dieser Entdeckung wurden Titania und Oberon durch kein anderes Teleskop außer dem von Herschel mehr beobachtet.
Der Mond erhielt den Namen nach der Elfenkönigin Titania aus William Shakespeares Sommernachtstraum. Titania war die Ehefrau von Oberon.
Alle Monde des Uranus sind nach Figuren von Shakespeare oder Alexander Pope benannt. Die Namen der ersten vier entdeckten Uranusmonde (Oberon, Titania, Ariel und Umbriel) wurden 1852 von John Herschel, dem Sohn des Entdeckers, auf Nachfrage von William Lassell, der ein Jahr zuvor Ariel und Umbriel entdeckte, vorgeschlagen.
Ursprünglich wurde Titania als „der erste Satellit von Uranus“ bezeichnet, und 1848 erhielt der Mond von Lassell die Bezeichnung Uranus I, obwohl er manchmal Herschels Nummerierung Uranus II verwendete. 1851 nummerierte Lassell die bislang bekannten Monde nach den Abständen zum Mutterplaneten neu, und seither wurde Titania als Uranus III bezeichnet.

## Bahneigenschaften

### Umlaufbahn
Titania umkreist Uranus auf einer prograden, fast perfekt kreisförmigen Umlaufbahn in einem mittleren Abstand von rund 436.300 km (ca. 17,070 Uranusradien) von dessen Zentrum, also rund 410.700 km über dessen Wolkenobergrenze. Die Bahnexzentrizität beträgt 0,0011, die Bahn ist 0,08° gegenüber dem Äquator von Uranus geneigt.
Die Umlaufbahn des nächstinneren Mondes Umbriel ist im Mittel 170.000 km von Titanias Orbit entfernt, die des nächstäußeren Mondes Oberon etwa 147.000 km.
Titania umläuft Uranus in 8 Tagen, 16 Stunden, 56 Minuten und 59 Sekunden.
Titanias Umlaufbahn liegt gänzlich in der Magnetosphäre von Uranus. Die nachfolgenden Hemisphären von (fast) atmosphärenlosen Monden wie Titania sind dadurch unter ständigem Beschuss von magnetosphärischem Plasma, das mit dem Planeten mitrotiert. Dies kann zu einer Verdunkelung der nachfolgenden Hemisphäre führen, die bisher bei allen Uranusmonden außer bei Oberon beobachtet werden konnte. Titania fängt auch magnetosphärisch geladene Partikel ein, die zu einer erhöhten Anzahl dieser Teilchen in ihrer Umlaufbahn führt und durch die Raumsonde Voyager 2 beobachtet werden konnte.
Da Titania wie Uranus die Sonne relativ zur Rotation praktisch auf der Seite umkreist, zeigt ihre Nord- bzw. Südhemisphäre zur Zeit der Sonnenwende entweder direkt zur Sonne oder von ihr weg, was zu extremen jahreszeitlichen Effekten führt. Das bedeutet, dass die Pole von Titania während eines halben Uranusjahres von 42 Jahren in permanenter Dunkelheit liegen oder von der Sonne beschienen werden. Während der Sonnenwende steht die Sonne daher nahe dem Zenit über den Polen. Während des Voyager-2-Vorbeifluges im Jahr 1986, der sich fast zur Sonnenwende ereignete, zeigten die Südhemisphären von Uranus und seinen Monden in Richtung Sonne, während die Nordhemisphären in völliger Dunkelheit lagen. Während des Äquinoktiums, bei dem sich die Äquatorebene mit der Richtung zur Erde kreuzt und das sich ebenfalls alle 42 Jahre ereignet, sind gegenseitige Bedeckungen der Uranusmonde und Sonnenfinsternisse auf Uranus möglich. Eine Reihe dieser raren Ereignisse fand zuletzt 2007 bis 2008 statt; Titania wurde von Umbriel am 15. August 2007 und am 8. Dezember 2007 bedeckt.
Gegenwärtig besitzt Titania keine Bahnresonanz mit anderen Monden. Vor geschätzten 3,8 Milliarden Jahren befand sie sich jedoch möglicherweise in einer 4:1-Resonanz mit Ariel, die möglicherweise für die innere Aufheizung dieses Mondes verantwortlich war.

## Physikalische Eigenschaften

### Größe
Titania hat einen Durchmesser von 1577,8 km. Sie ist damit knapp der größte Uranusmond und etwa 55 km größer ist als der zweitgrößte Mond Oberon.
Von der Größe her ist Titania am ehesten mit Oberon oder den Saturnmonden Rhea und Iapetus zu vergleichen. Von dem gesamten Mond konnte durch Voyager 2 bisher nur etwa 40 %, vorwiegend die Südhemisphäre – wie bei allen Uranusmonden – näher erforscht werden.
Die Gesamtfläche von Titania beträgt etwa 7.820.000 km2, dies ist etwas mehr als die Fläche von Australien.

### Innerer Aufbau
Titania besitzt eine mittlere Dichte von etwa 1,66 g/cm3 und ihre relativ hohe Albedo beträgt 0,27 das heißt 27 % des eingestrahlten Sonnenlichts werden von der Oberfläche reflektiert. Die geringe Dichte und die hohe Albedo lassen vermuten, dass Titania aus etwa 50 % Wassereis, 30 % silikatischem Gestein und 20 % Kohlenstoffverbindungen sowie weiteren schweren organischen Verbindungen zusammengesetzt ist. Die Präsenz von Wassereis wird durch infrarote spektroskopische Untersuchungen von 2001 bis 2005 gestützt, die kristallines Wassereis auf Titanias Oberfläche zum Vorschein brachte. Dieses scheint auf Titanias führender Hemisphäre stärker vertreten zu sein. Der Grund dafür ist unbekannt, doch es scheint vom Bombardement geladener Teilchen von Uranus’ Magnetosphäre herzurühren, die auf der folgenden Hemisphäre durch die Co-Rotation des Plasmas stärker vertreten ist. Diese energetischen Partikel tendieren zur Kathodenzerstäubung von Wassereis, der Zersetzung von in Eis als Gashydrat eingeschlossenem Methan und der Verdunkelung von anderem organischem Material, was zu kohlenstoffreichen Ablagerungen auf der Oberfläche führt.
Außer dem Wassereis konnte bisher nur Kohlendioxid (CO2) spektroskopisch zweifelsfrei nachgewiesen werden und diese Verbindung konzentriert sich hauptsächlich auf die folgende Hemisphäre. Dessen Herkunft ist bislang nicht hinreichend geklärt. Es könnte lokal aus Karbonaten oder organischem Material durch Einfluss der geladenen Teilchen von Uranus’ Magnetosphäre produziert werden, oder durch die solare Ultraviolettstrahlung. Die erstere Hypothese würde die Asymmetrie in der Verteilung erklären, da die folgende Hemisphäre unter stärkerem Einfluss der Magnetosphäre liegt. Eine andere mögliche Quelle ist das Ausgasen von ursprünglichem CO2, das in Wassereis in Titanias Innerem gefangen ist. Die Freisetzung von CO2 aus dem Inneren hängt möglicherweise mit der vergangenen geologischen Aktivität des Mondes zusammen.

### Ozean
Titania ist womöglich ein differenzierter Körper mit einem Gesteinskern und einem Mantel aus Wassereis. Wäre dies der Fall, würde der Durchmesser des Kerns 1040 km betragen, was 66 % des gesamten Durchmessers entspricht, sowie einer Kernmasse von 58 % der Gesamtmasse – diese Parameter werden durch die Zusammensetzung des Mondes vorgegeben. Der Druck im Zentrum von Titania beträgt etwa 5,8 kbar. Die Wassereis-Gestein-Mischung und die mögliche Präsenz von Salz oder Ammoniak – die den Gefrierpunkt von Wasser senken – weisen darauf hin, dass zwischen Kern und Eismantel von Titania möglicherweise ein unterirdischer Ozean wie auf dem Jupitermond Europa existieren könnte. Die Tiefe dieses Ozeans würde in diesem Fall etwa 50 km betragen, die Temperatur wäre etwa um die −83 °C (190 K). Die gegenwärtige innere Struktur hängt stark von der thermischen Geschichte von Titania ab, die nicht hinreichend bekannt ist.

### Oberfläche

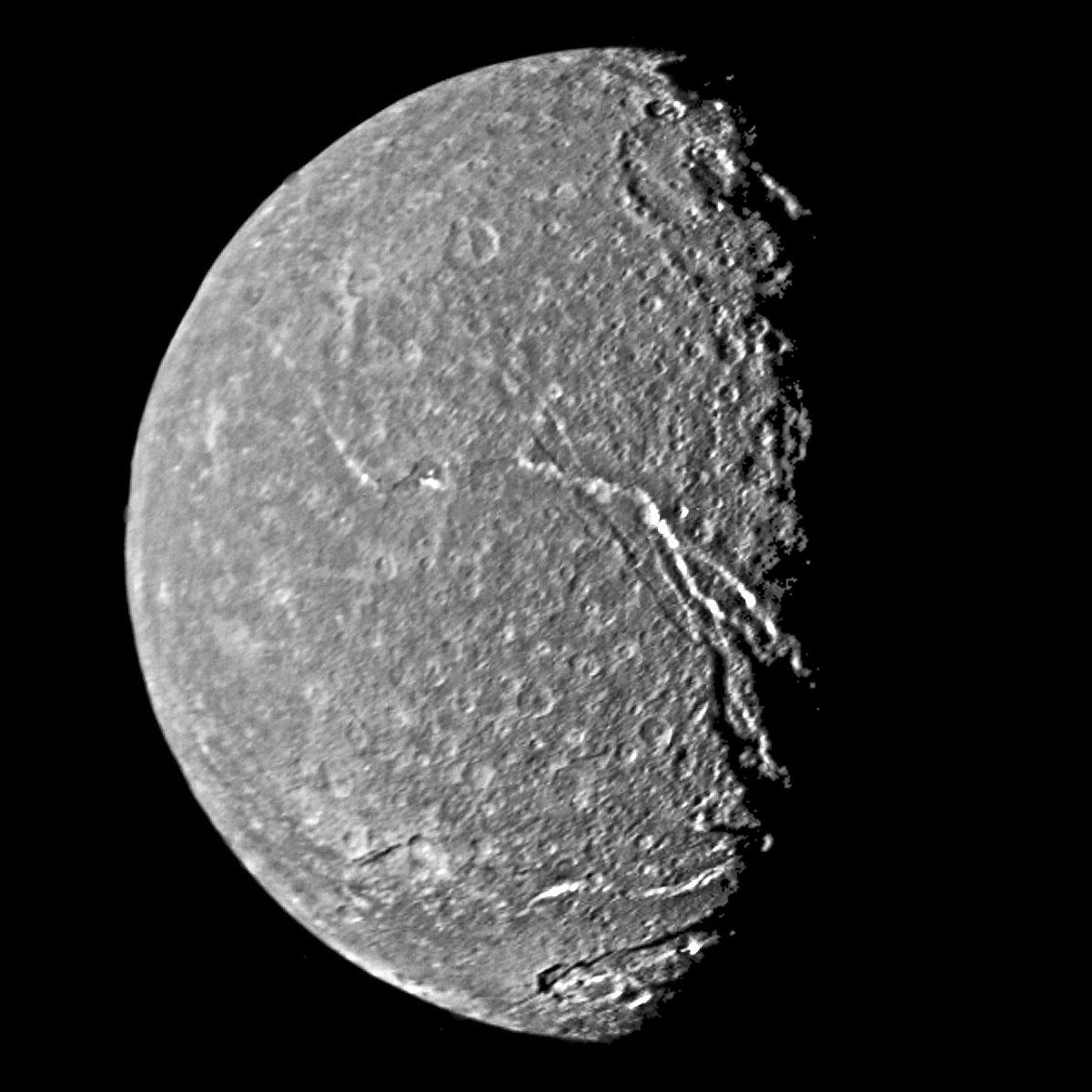
Titania, Fotomontage aus zwei Fotos der Voyager-2-Raumsonde aus einer Entfernung von 369.000 Kilometern

Die Oberfläche von Titania weist zahlreiche Krater auf, jedoch weit weniger als auf dem äußeren Nachbarn Oberon, sowie relativ frisch gebildete Eisfelder, riesige Canyons und Krustenbrüche. Dies lässt auf eine geologische Aktivität nach der Bildung des Mondes schließen.
Von den großen Uranusmonden liegt Titania in ihrer Helligkeit zwischen den dunklen Monden Umbriel und Oberon und den helleren Monden Ariel und Miranda. Die Oberfläche zeigt je nach Beleuchtungswinkel große Helligkeitseffekte; die Reflektivität von 0,35 bei einem Phasenwinkel von 0° sinkt rapide auf 0,25 bei etwa 1° ab. Die sphärische Albedo liegt bei relativ niedrigen 0,17.
Die Oberfläche zeigt eine leicht rötliche Färbung, jedoch weniger rötlich als Oberon. Die relativ frischen Eisfelder sind bläulich, während die sanften Ebenen auf der führenden Hemisphäre in der Nähe des Kraters Ursula und entlang einiger Gräben etwas roter erscheinen. Es scheint eine kleine Dichotomie der führenden und der folgenden Hemisphäre zu existieren; die letztere erscheint um etwa 8 % rötlicher. Diese Differenz korrespondiert mit den sanften Ebenen und kann ein Zufall sein. stammt möglicherweise von der Verwitterung durch geladene Teilchen und Einschlägen von Mikrometeoriten seit der Entstehung des Sonnensystems. Die farbliche Asymmetrie entstand wahrscheinlich durch die Akkretion von rötlichem Material aus dem äußeren Uranussystem, möglicherweise von irregulären Monden, das sich vorwiegend auf der führenden Hemisphäre niederschlagen würde.
Die mittlere Oberflächentemperatur beträgt auf Titania etwa −200 °C (70 ± 7 K).
An der Oberfläche beträgt die Schwerebeschleunigung 0,366 m/s2, dies entspricht rund 4 % der irdischen.
Auf der bisher bekannten Oberfläche haben Wissenschaftler bislang drei Arten von Oberflächenstrukturen identifiziert: Canyons, Klippen und Krater. Sämtliche Oberflächenmerkmale auf Titania wurden nach weiblichen Figuren und Orten aus Werken von William Shakespeare benannt.

#### Chasmata und Rupes

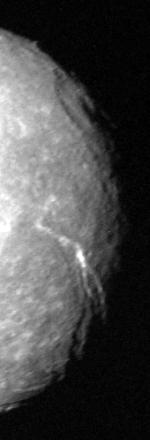
Messina Chasma aus einer Entfernung von 500.000 Kilometern

Die Canyons, die Chasma (Mehrzahl Chasmata) genannt werden, stellen vermutlich Grabenbrüche dar, die durch tektonische Ausdehnungsprozesse entstanden sind. Sie sind das Resultat eines globalen Druckes, der durch das Gefrieren von Wasser oder einer Wasser-Ammoniak-Lösung in Titanias Innerem hervorgerufen wurde. Die Chasmata auf Titania sind etwa 20 bis 50 km breit und 2 bis 5 km tief.
Der auffälligste Canyon und das auffälligste Merkmal der Oberfläche überhaupt ist ein riesiger Bruch von etwa 1500 km Länge namens Messina Chasmata, gegen den der Grand Canyon auf der Erde winzig wirkt. Diese Struktur besteht aus zwei Verwerfungen, die von Nordwesten nach Südosten verlaufen und zusammen einen weiterlaufenden Graben formen. Das Canyon-System schneidet die meisten Einschlagskrater in seinem Weg und wird von nur wenigen Kratern geschnitten, was auf eine spätere Entstehung in der Geschichte von Titania hinweist, als die Eiskruste durch eine innere Ausdehnung aufbrach.
Von seiner Ausdehnung her ist Messina Chasmata mit dem Ithaca Chasma auf dem Saturnmond Tethys vergleichbar; relativ zur Gesamtgröße des Mondes könnte man ihn durchaus auch mit den Valles Marineris auf dem Mars oder auch Kachina Chasma auf Ariel vergleichen.
Die Brüche, die nicht mit den Chasmata in Zusammenhang stehen, werden Rupes (lateinisch für Klippen) genannt. Der größte und einzige benannte dieser Art ist Rousillon Rupes, der eine Terrainstufe darstellt. Da diese Struktur von nur sehr wenigen Kratern geschnitten wird, muss sie daher auch relativ jung sein.
Die Gebiete um einige dieser Brüche erscheinen in der Auflösung der Voyager-Aufnahmen als sanfte Ebenen, die möglicherweise später in der Geschichte von Titanias Oberflächenformung entstanden, als die meisten der vorhandenen Krater bereits existierten. Diese Umformungen sind vielleicht endogener Natur, wie etwa durch kryovulkanischen Ausstoß von flüssigem Material aus dem Inneren, oder sie wurden durch Impaktmaterial nahegelegener Krater eingeebnet. Die Gräben sind wahrscheinlich die jüngsten Oberflächenmerkmale von Titania; sie schneiden alle Krater und sogar die Ebenen.
| Name             | Länge (km) | Koordinaten                     | Namensherkunft                                               |
| ---------------- | ---------- | ------------------------------- | ------------------------------------------------------------ |
| Messina Chasmata | 1492,0     | 33°18′S 335°00′E / 33,3°S 335°E | Messina (Italien), Handlungsort in Viel Lärm um nichts       |
| Belmont Chasma   | 305,0      | 8°30′S 32°36′E / 8,5°S 32,6°E   | Belmonte (Italien), Handlungsort in Der Kaufmann von Venedig |
| Rousillon Rupes  | 402,0      | 14°42′S 23°30′E / 14,7°S 23,5°E | Roussillon (Frankreich), Handlungsort in Ende gut, alles gut |

#### Kratergelände

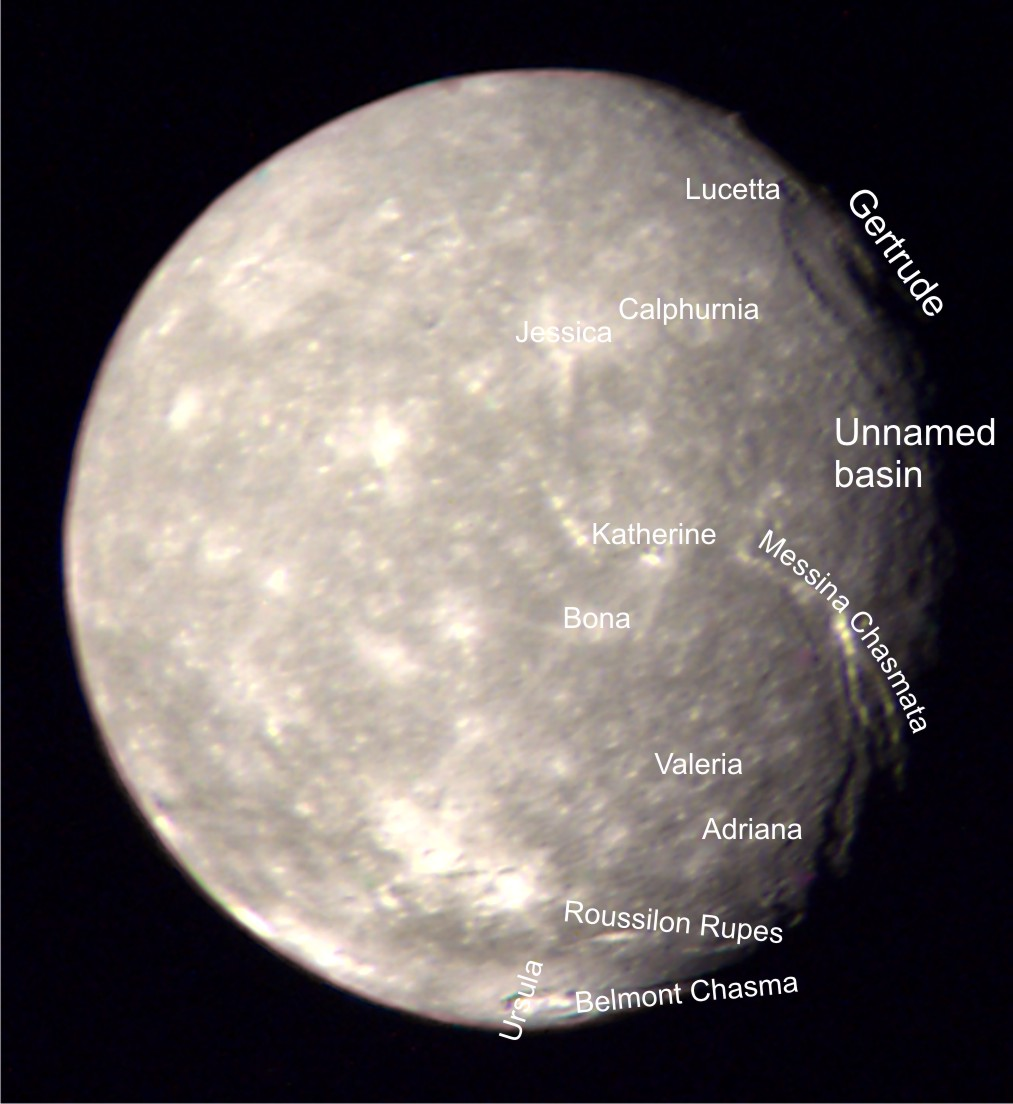
Titania aus 500.000 km Entfernung fotografiert. Einige große Oberflächendetails sind beschriftet

Die Oberfläche von Titania ist weniger stark verkratert als die Oberflächen von Oberon oder Umbriel, was bedeutet, dass sie jüngeren Datums ist. Die Durchmesser der Krater reichen von wenigen Kilometern bis zu 326 km für den größten bekannten namens Gertrude. Dessen Kraterrand erhebt sich etwa 2 km über dem Kraterboden, und der Zentralberg hat einen Durchmesser von etwa 150 km und ist etwa 2 bis 3 km hoch. Dass der Kraterrand und der Zentralberg relativ flach im Vergleich zur Gesamtgröße des Kraters sind, weist darauf hin, dass er sich nach dem im Laufe der Zeit durch spätere Prozesse abgeflacht hat.
Westlich des Kraters Gertrude befindet sich ein Gelände mit unregelmäßiger Topografie, das Unnamed Basin (Unbenanntes Becken), das womöglich ein weiteres großes stark verwittertes Impaktbecken mit einem Durchmesser von 330 km darstellt.
Einige Krater, wie die oben erwähnten Ursula oder auch Jessica, sind umgeben von hellen Ablagerungen von Impaktmaterial und Strahlensystemen, die sich aus relativ frischem Eis zusammensetzen. Ursula ist umgeben von sanften Ebenen, die die niedrigsten Kraterdichten des gesamten Mondes aufweisen und damit relativ jung sein müssen. Alle großen Krater auf Titania haben flache Böden und Zentralberge, mit Ausnahme von Ursula, dessen Zentrum eine Vertiefung ist. Ursula wird von Belmont Chasma geschnitten, der daher noch jüngeren Datums sein muss.
Die Geologie der Oberfläche wurde durch zwei miteinander konkurrierende Kräfte beeinflusst: Formung durch Impakte und endogene Oberflächenerneuerung. Die erstere fand über den ganzen Zeitraum der Geschichte des Mondes statt, während die letzteren Prozesse ebenfalls globalen Einfluss hatte, sich jedoch nur zu einem gewissen Zeitpunkt nach der Bildung von Titania vollzog. Sie ebneten das schwer verkraterte Gelände ein, was die relative Kraterarmut auf der heute sichtbaren Oberfläche erklärt. Weitere Episoden der Erneuerung traten möglicherweise noch später ein und führte zur Bildung der Ebenen. Allerdings könnten sie auch durch die Ablagerung der nahegelegenen Krater entstanden sein. Die jüngsten endogenen Prozesse sind hauptsächlich tektonischer Natur und verursachten die Bildung der Chasmata, die riesige Brüche in der Eiskruste des Mondes sind, die durch eine globale Expansion von ungefähr 0,7 % entstanden.
| Name       | Durchmesser (km) | Koordinaten                       | Namensherkunft                                               |
| ---------- | ---------------- | --------------------------------- | ------------------------------------------------------------ |
| Gertrude   | 326,0            | 15°48′S 287°06′E / 15,8°S 287,1°E | Gertrude, Hamlets Mutter in Hamlet                           |
| Ursula     | 135,0            | 12°24′S 45°12′E / 12,4°S 45,2°E   | Ursula, Heros Kammerfrau in Viel Lärm um nichts              |
| Mopsa      | 101,0            | 11°54′S 302°12′E / 11,9°S 302,2°E | Mopsa, eine Schafhirtin aus Das Wintermärchen                |
| Calphurnia | 100,0            | 42°24′S 291°24′E / 42,4°S 291,4°E | Calpurnia Pisonis, Cäsars Frau aus Julius Cäsar              |
| Katherine  | 75,0             | 51°12′S 331°54′E / 51,2°S 331,9°E | Katharina, Königin von England aus Heinrich VIII.            |
| Elinor     | 74,0             | 44°48′S 333°36′E / 44,8°S 333,6°E | Eleonore, Witwe von Heinrich II. aus König Johann            |
| Jessica    | 64,0             | 55°18′S 285°54′E / 55,3°S 285,9°E | Jessica, Shylocks Tochter aus Der Kaufmann von Venedig       |
| Valeria    | 59,0             | 34°30′S 4°12′E / 34,5°S 4,2°E     | Valeria, Virgilias Freundin aus Coriolanus                   |
| Lucetta    | 58,0             | 14°42′S 277°06′E / 14,7°S 277,1°E | Lucetta, Julias Hofdame aus Zwei Herren aus Verona           |
| Bona       | 51,0             | 55°48′S 351°12′E / 55,8°S 351,2°E | Bona, Schwester des Königs aus Heinrich VI., Teil 3          |
| Adriana    | 50,0             | 20°06′S 3°54′E / 20,1°S 3,9°E     | Adriana, Ehefrau von Antipholus aus Die Komödie der Irrungen |
| Marina     | 40,0             | 15°30′S 316°00′E / 15,5°S 316°E   | Marina, Tochter von Perikles aus Perikles, Prinz von Tyrus   |
| Phrynia    | 35,0             | 24°18′S 309°12′E / 24,3°S 309,2°E | Phrynia, Maitresse von Alcibiades aus Timon von Athen        |
| Iras       | 33,0             | 19°12′S 338°48′E / 19,2°S 338,8°E | Iras, Hofdame von Kleopatra aus Antonius und Cleopatra       |
| Imogen     | 28,0             | 23°48′S 321°12′E / 23,8°S 321,2°E | Imogen, Tochter von Cymbeline aus Cymbeline                  |

### Atmosphäre
Die Präsenz von Kohlendioxid weist auf eine dünne saisonale Atmosphäre hin, ähnlich wie die des Jupitermondes Kallisto. Andere Gase wie Stickstoff oder Methan existieren wahrscheinlich nicht, da sie aufgrund der zu geringen Schwerkraft von Titania in den Weltraum entweichen würden. Bei der maximalen Temperatur von −184 °C (89 K) während der Sommersonnenwende beträgt der Dampfdruck etwa 3 nBar.
Am 8. September 2001 bedeckte Titania den 7,2 mag hellen Stern HIP 106829, was eine seltene Gelegenheit war, den Durchmesser und die Ephemeriden präziser zu ermitteln und eine etwaige vorhandene Atmosphäre zu entdecken. Die Daten offenbarten keine Atmosphäre mit einem Druck größer als 10–20 nBar. Falls sie existiert, ist sie bei weitem dünner als die von Pluto oder dem Neptunmond Triton. Diese Obergrenze ist dennoch mehrfach größer als der maximal mögliche Oberflächendruck des Kohlendioxids, was bedeutet, dass die Messungen nicht zwingend für die Parameter der Atmosphäre waren.
Die besondere Geometrie des Uranussystems führt den Polen mehr solare Energie als den Äquatorregionen zu. Da der Dampfdruck von CO2 ein Anstiegsfaktor für die Temperatur ist, mag dies zu einer Akkumulation von Kohlendioxid in den niedrigeren Breiten führen, wo es auf den Regionen höherer Albedo und schattigen Gegenden in Form von Trockeneis fest existieren kann. Während des Titania-Sommers, wenn die Temperaturen 85 bis 90 K erreichen können, sublimiert Kohlendioxid und wandert zu den Äquatorregionen und zum Gegenpol, was eine Art von CO2-Zyklus ist. Das akkumulierte Gas kann durch magnetische Teilchen von den Kältefallen entfernt werden, die es von der Oberfläche weg sputtern. Man glaubt, dass Titania einen signifikanten Anteil des vorhandenen Kohlendioxides seit ihrer Entstehung vor etwa 4,6 Milliarden Jahren verloren hat.

## Entstehung
Titania wurde wahrscheinlich durch eine Akkretionsscheibe geformt oder durch einen Unternebel, der sich möglicherweise um Uranus während dessen Entstehungszeit befand oder sich nach dem (noch theoretischen) Einschlag bildete, der den Planeten auf die Seite kippen ließ. Die genaue Zusammensetzung dieses Unternebels ist nicht bekannt, doch weisen die höheren Dichten des Uranussystems im Vergleich zu den näher an der Sonne liegenden Saturnmonden auf eine relative Wasserarmut hin. Möglicherweise waren signifikante Anteile von Stickstoff (N2) und Kohlenstoff (C) in Form von Kohlenstoffmonoxid (CO) vorhanden sowie molekularer Stickstoff anstelle von Ammoniak (NH3) und Methan (CH4). Satelliten, die aus einem solchen Unternebel entstanden, dürften weniger Wassereis und CO und N2 als in Eis eingeschlossenes Gashydrat und mehr Gestein enthalten, was die höheren Dichten erklären würde.
Der Akkretionsprozess dauerte womöglich mehrere tausend Jahre, bis die Bildung von Titania abgeschlossen war. Modelle zeigen, dass die Akkretion begleitende Einschläge eine Aufheizung der äußeren Hülle des Mondes mit einer Temperatur von etwa 250 K in eine Tiefe von bis zu 60 km verursachen dürften. Nach der Bildung kühlte diese äußere Schicht ab, während sich Titanias Inneres durch die Zersetzung radioaktiver Elemente im Gestein aufheizte. Die abkühlende Außenhülle kontrahierte, während das Innere expandierte. Dies verursachte starke Spannungen in der Kruste des Mondes, die zu Brüchen auf der Kruste und der Bildung der Canyons führten. Dieser Prozess, der etwa 200 Millionen Jahre andauerte, weist darauf hin, dass die endogene Bildung der Oberfläche schon vor Milliarden von Jahren abgeschlossen war.
Die anfängliche Akkretionshitze und die darauf folgende Zersetzung radioaktiver Elemente führten möglicherweise zu einem Schmelzen von Wassereis, falls eine gefrierpunktsenkende Substanz wie ein Salz oder Ammoniak in Form von Ammoniumhydroxid vorhanden war. Dies sollte zu einer Separation von Eis und Gestein (Differenzierung) des Kerns geführt haben. In diesem Fall könnte eine Schicht flüssigen Wassers reich an aufgelöstem Ammoniak an der Grenze von Mantel und Kern entstanden sein. Die eutektische Temperatur dieser Mischung ist 176 K. Falls die Temperatur unter diesen Wert gefallen ist, müsste der vorhandene Ozean heute wahrscheinlich längst zugefroren sein. Dieses Zufrieren führte vermutlich zu der Ausdehnung des Inneren, die wohl verantwortlich für die Bildung des Großteils der Chasmata war. Die Kenntnis der Entwicklung von Titania ist gegenwärtig noch sehr begrenzt.

## Erforschung
Seit der Entdeckung 1787 durch William Herschel war 200 Jahre lang außer den Bahnparametern über Titania nicht viel bekannt. Der Mond war zu klein und zu weit entfernt, um ihn mit erdgebundenen Teleskopen näher aufzulösen.
Am 20. Januar 1986 konnte Titania in einer verhältnismäßig nahen Entfernung von minimal 365.200 km von der Voyager-2-Raumsonde passiert und fotografiert und vermessen werden. Die Rotationsachse von Uranus und Titania wiesen, als Folge der hohen Achsneigung des Planetensystems von 98°, zu diesem Zeitpunkt in Richtung Erde, so dass die Monde von Uranus nicht wie bisher bei Jupiter und Saturn auf der Äquatorebene einzeln angeflogen werden konnten, sondern sich deren Orbits wie eine Zielscheibe um den Planeten herum anordneten und der Planet quasi getroffen werden musste. Dies bedeutete, dass von Uranus und all dessen Monden nur jeweils die Südhemisphäre in Abständen von etwa zwei Tagen fotografiert werden konnte – die denkbar ungünstigste Position für einen Vorbeiflug. Zudem musste man sich für einen Mond entscheiden, da ein naher Vorbeiflug bei einem zwangsläufig große Abstände zu allen anderen bedingte.
Da man Voyager 2 weiter zu Neptun lenken wollte, war die Voraussetzung dafür ein naher Uranus-Vorbeiflug. Daraus ergab sich, dass nur der Mond Miranda nahe passiert werden konnte. Dadurch war die beste Auflösung der Fotos etwa 3,4 km; sie zeigen etwa 40 % der Oberfläche, wobei nur etwa 24 % mit der notwendigen Qualität für geologische Karten und Kraterzählung verwendet werden konnten.